# 余妮
余妮（1993年2月13日—），台灣女演員，演出許多電視劇、音樂錄影帶和廣告。幼時曾代表台北市中山國小足球校隊參賽獲得全國冠軍。 為TVBS戲劇中心年度戲劇新人。弟弟為演員余晉。

## 演出作品

### 電視劇
| 首播   | 電視台     | 劇名                   | 角色       |
| 1998年 | 中視       | 《凍頂黑狗兄》         | 莉莉       |
| 1999年 | 華視       | 《土地公傳奇》         | 小石頭     |
| 2000年 | 民視       | 《將心比心》           | 賴曉鈴     |
| 2001年 | 華視       | 《施公奇案》           | 二寶       |
| 2001年 | 華視       | 《霹靂大夫俏護士》     |            |
| 2001年 | 台視       | 《流氓教授》           | 幼年阿麵   |
| 2003年 | 中視       | 《住在十字架裡的母親》 | 方格       |
| 2011年 | 中視       | 《翻糖花園》           | 客串/小茜  |
| 2015年 | 優酷       | 《孤独的美食家》       | 張懷山女友 |
| 2015年 | 台視       | 《唯一繼承者》         | 宋嘉嘉     |
| 2016年 | TVBS歡樂台 | 《在一起，就好》       | 夏蜜兒     |

### 音樂錄影帶
- 2003 周杰倫 /《懦夫》 - 女聲合唱
- 2010 嚴爵 /《謝謝你的美好》
- 2011 羅志祥 /《怕安靜》
- 2011 柯震東 /《請比我愛她》 [2][3]

## 外部連結
- 余妮 YuNi的Facebook專頁
- 余妮的Instagram帳戶